# Рејкјавик
Рејкјавик (исл. Reykjavíkurborg) је главни и највећи град Исланда. Најсевернији је главни град на свету. Смештен је на југозападу Исланда, у заливу Факсаглоји на Атлантском океану. Рејкјавик се простире дуж полуострва са погледом на планине и Атлантски океан. Град се простире на површини већој од 200 km² и још увек се шири. У граду живи око 140.000 људи (2023). У широј градској зони живи око 248.000 становника, што чини око 65% становништва Исланда.

## Географија
Рејкјавик се налази на југозападу Исланда. Најбогатији је и највећи град Исланда. Обално подручје Рејкјавика одликују полуострва, мореузи, увале и острва.
Током леденог доба, велики глечер је прекрио поједине делове града. Остали делови града су били под водом. На крају леденог доба, за време топлог периода, неке планине су биле острва. Висина нивоа мора може се препознати по седиментним стенама и по остацима шкољки. Тада је ниво мора био већи за 43 m него што је сада. Нека брда као што је Оксхјулиб су окарактерисана као острва. Планине су изгледале као кратери угашених вулкана који су били активни током леденог доба.
Након леденог доба, глечер се повлачи и подручје где се данас налази град добија данашњи географски изглед. Рејкјавик је наставио да се обликује честим земљотресима и вулканским ерупцијама. Пример вулканске ерупције је ерупција која се догодила пре 4.500 година, када је лава из Блајфјол планине дошла до мора у ували Елибавогур.
Највећа река која тече кроз Рејкјавик је Еллиба, која је једна од непловних река. Река Еллиба се на исландском језику говори у множини зато што се непосредно пре ушћа дели. Еллиба можда није пловна река, али је једно од најпознатијих ловишта лососа у Европи. Највиша планина у близини Рејкјавика је Есја, висока је 914 m.

### Клима
Клима је претежно океанска, а град се налази на северном ободу у умереној зони.
Зиме су уобичајене, али температуре не падају претерано ниско зато што са мора долазе топле Голфске струје.
Лета нису претерано топла, температуре никада не иду превише високо. Рејкјавик није посебно мокар град, али у просеку 148 дана годишње пада киша. Суше су јако ретке иако се знају појавити у претерано топлим летима. Пролеће је најсунчаније годишње доба. Годишње има око 1.300 сунчаних сати.
| Клима Рејкјавика, 1981–2010 нормале, екстреми 1949–садашњост | Клима Рејкјавика, 1981–2010 нормале, екстреми 1949–садашњост | Клима Рејкјавика, 1981–2010 нормале, екстреми 1949–садашњост | Клима Рејкјавика, 1981–2010 нормале, екстреми 1949–садашњост | Клима Рејкјавика, 1981–2010 нормале, екстреми 1949–садашњост | Клима Рејкјавика, 1981–2010 нормале, екстреми 1949–садашњост | Клима Рејкјавика, 1981–2010 нормале, екстреми 1949–садашњост | Клима Рејкјавика, 1981–2010 нормале, екстреми 1949–садашњост | Клима Рејкјавика, 1981–2010 нормале, екстреми 1949–садашњост | Клима Рејкјавика, 1981–2010 нормале, екстреми 1949–садашњост | Клима Рејкјавика, 1981–2010 нормале, екстреми 1949–садашњост | Клима Рејкјавика, 1981–2010 нормале, екстреми 1949–садашњост | Клима Рејкјавика, 1981–2010 нормале, екстреми 1949–садашњост | Клима Рејкјавика, 1981–2010 нормале, екстреми 1949–садашњост |
| Показатељ \ Месец                                            | .Јан.                                                        | .Феб.                                                        | .Мар.                                                        | .Апр.                                                        | .Мај.                                                        | .Јун.                                                        | .Јул.                                                        | .Авг.                                                        | .Сеп.                                                        | .Окт.                                                        | .Нов.                                                        | .Дец.                                                        | .Год.                                                        |
| ------------------------------------------------------------ | ------------------------------------------------------------ | ------------------------------------------------------------ | ------------------------------------------------------------ | ------------------------------------------------------------ | ------------------------------------------------------------ | ------------------------------------------------------------ | ------------------------------------------------------------ | ------------------------------------------------------------ | ------------------------------------------------------------ | ------------------------------------------------------------ | ------------------------------------------------------------ | ------------------------------------------------------------ | ------------------------------------------------------------ |
| Апсолутни максимум, °C (°F)                                  | 10,7 (51,3)                                                  | 10,2 (50,4)                                                  | 13,0 (55,4)                                                  | 14,7 (58,5)                                                  | 20,6 (69,1)                                                  | 22,4 (72,3)                                                  | 25,7 (78,3)                                                  | 24,8 (76,6)                                                  | 18,5 (65,3)                                                  | 15,7 (60,3)                                                  | 12,6 (54,7)                                                  | 12,0 (53,6)                                                  | 25,7 (78,3)                                                  |
| Максимум, °C (°F)                                            | 2,5 (36,5)                                                   | 2,8 (37)                                                     | 3,4 (38,1)                                                   | 6,1 (43)                                                     | 9,7 (49,5)                                                   | 12,4 (54,3)                                                  | 14,2 (57,6)                                                  | 13,6 (56,5)                                                  | 10,9 (51,6)                                                  | 7,0 (44,6)                                                   | 4,2 (39,6)                                                   | 3,1 (37,6)                                                   | 7,5 (45,5)                                                   |
| Просек, °C (°F)                                              | 0,1 (32,2)                                                   | 0,1 (32,2)                                                   | 0,6 (33,1)                                                   | 3,0 (37,4)                                                   | 6,6 (43,9)                                                   | 9,5 (49,1)                                                   | 11,2 (52,2)                                                  | 10,7 (51,3)                                                  | 8,0 (46,4)                                                   | 4,4 (39,9)                                                   | 1,9 (35,4)                                                   | 0,6 (33,1)                                                   | 4,7 (40,5)                                                   |
| Минимум, °C (°F)                                             | −2,4 (27,7)                                                  | −2,4 (27,7)                                                  | −1,9 (28,6)                                                  | 0,5 (32,9)                                                   | 3,8 (38,8)                                                   | 7,0 (44,6)                                                   | 8,8 (47,8)                                                   | 8,4 (47,1)                                                   | 5,7 (42,3)                                                   | 2,2 (36)                                                     | −0,5 (31,1)                                                  | −1,8 (28,8)                                                  | 2,3 (36,1)                                                   |
| Апсолутни минимум, °C (°F)                                   | −19,7 (−3,5)                                                 | −17,6 (0,3)                                                  | −16,4 (2,5)                                                  | −16,4 (2,5)                                                  | −7,7 (18,1)                                                  | −0,7 (30,7)                                                  | 1,4 (34,5)                                                   | −0,4 (31,3)                                                  | −4,4 (24,1)                                                  | −10,6 (12,9)                                                 | −15,1 (4,8)                                                  | −16,8 (1,8)                                                  | −19,7 (−3,5)                                                 |
| Количина падавина, mm (in)                                   | 83,0 (3,268)                                                 | 85,9 (3,382)                                                 | 81,4 (3,205)                                                 | 56,0 (2,205)                                                 | 52,8 (2,079)                                                 | 43,8 (1,724)                                                 | 52,3 (2,059)                                                 | 67,3 (2,65)                                                  | 73,5 (2,894)                                                 | 74,4 (2,929)                                                 | 78,8 (3,102)                                                 | 94,1 (3,705)                                                 | 843,3 (33,201)                                               |
| Дани са падавинама (≥ 1.0 mm)                                | 13,3                                                         | 12,5                                                         | 14,4                                                         | 12,2                                                         | 9,8                                                          | 10,7                                                         | 10,0                                                         | 11,7                                                         | 12,4                                                         | 14,5                                                         | 12,5                                                         | 13,9                                                         | 148,3                                                        |
| Релативна влажност, %                                        | 78,1                                                         | 77,1                                                         | 76,2                                                         | 74,4                                                         | 74,9                                                         | 77,9                                                         | 80,3                                                         | 81,6                                                         | 79,0                                                         | 78,0                                                         | 77,7                                                         | 77,7                                                         | 77,8                                                         |
| Сунчани сати — месечни просек                                | 20                                                           | 60                                                           | 109                                                          | 164                                                          | 201                                                          | 174                                                          | 168                                                          | 155                                                          | 120                                                          | 93                                                           | 41                                                           | 22                                                           | 1.326                                                        |
| Извор: Icelandic Met Office (precipitation days 1961–1990)   |                                                              |                                                              |                                                              |                                                              |                                                              |                                                              |                                                              |                                                              |                                                              |                                                              |                                                              |                                                              |                                                              |

## Историја
Град, односно насеље основао је викиншки староседелац Инголфур Арнарсон 874. године. Оснивање града описано је у књизи Landnaama, која се још назива и Књига насељавања. Арнарсон је рекао да се за место насељавања одлучио помоћу традиционалне викиншке методе; бацио је пар дрвених делова столице викиншког вође у океан, а када је видео обалу населио је место где је море избацило дрвене делове. Насеље је добило име „Рејкјавик“ што у исландском значи „димни залив“ јер су се у његовој близини налазили термални извори и гејзири. Касније је насеље напредовало захваљујући августинијанском реду и манастиру који је саграђен на оближњем острву 1226. године.
Рејкјавик се не спомиње у историјским изворима све до 18. века. Много година Рејкјавик био обична варошица, све док се краљевски благајник Скула Магнусон није заинтересовао и отворио радионице за прераду дрвета.
Половином 18. века месни предузетник је хтео да рашири привреду и лаку индустрију. У 18. веку у граду је била изграђена хришћанска катедрала и град се развијао као трговачко и приморско средиште. 1750-их неколико мањих предузетника удружило се и основало прерађивачку индустрију вуне. То је представљало економски преокрет у развоју Рејкјавика. Остале важне делатности тог времена: риболов, прерада руде сумпора, пољопривреда и бродоградња. Рејкјавик је тек 1786. године стекао статус града, па се та година слави као година оснивања.
У 19. веку долази до жеље за независношћу, исландски парламент "Алтинг" поново је успостављен у Рејкјавику иако су Данци били противници истог. Успостављање парламента означило је да је Рејкјавик постао главни град Исланда. Од 1904. године град је добио звање главног града острва а 1911. године је основан универзитет. Исланд је коначно постао самосталан када је 1. децембра 1918. године постао суверена држава под данском круном — Исландска краљевина.

### Други светски рат
У јутро 10. маја 1940. године, након немачке окупације Данске, четири британска ратна брода допловила су до Рејкјавика и заузела луку. За неколико сати Рејкјавика је окупиран без отпора домаћег становништва. Чак су возачи камиона помогли окупаторима. Исландска влада је примила много захтева од британске владе, али их је стално одбијала. Ипак за време Другог светског рата британски и амерички војници су саградили базу у Рејкјавику. Број војника је био једнак броју домаћег становништва. Економске последице биле су врло позитивне јер је доласком британских и америчких трупа изграђен аеродром Рејкјавик који је и данас у употреби. Отварањем аеродрома отворена су многа радна места, број становника се повећао и Рејкјавик је од села постао највећи град на Исланду.

### Послератно стање и развој
У послератним годинама Рејкјавик бележи видљив развој. Становништво се сели из сеоских предела Исланда и долази у Рејкјавик, услед побољшања квалитета живота. Млади људи долазе у Рејкјавик, да живе „Рејкјавишки сан“. 1972. године Рејкјавик је био домаћин светског првенства у шаху између Бобија Фишера и Бориса Спаског. У последње две деценије 20. века Рејкјавик је постао значајан члан глобалне заједнице. 1986. године одржан је рејкјавишки самит између Роналда Регана и Михаила Горбачова.

## Становништво
Рејкјавик је најмногољуднији град на Исланду. Данашњи Рејкјавик је град са досељеницима из најмање 100 земаља. Најчешће етничке мањине су Данци, Филипинци и Пољаци.
У 2009. години странци су чинили 8% укупног броја становника. Поред имигрантских становника град недељно посети хиљаде туриста, студената и других привремених становника недељно. Бројни људи долазе у Рејкјавик због бољег образовања.
Подручје ширег Рејкјавика чини шест општина. Највише људи живи у општини Копавогур, а најмање у Селтјарнесу.

## Привреда
Рејкјавик је економски центар Исланда. Последњих десет година у Рејкјавику отворен је велики број компанија и три велике банке.
Рејкјавик је био у средишту економског раста Исланда и каснијих економских контракција током 2000-их, периода током кога је у страним медијима називан „Нордијским тигром”, Економски процват довео је до наглог грађевинског пораста, великих пројеката преуређења попут концертне дворане Харпа, конференцијског центра и других. Многи од ових пројеката зауставили су се у следећем економском паду 2008. године.

## Знаменитости
Најистакнутије знаменитости Рејкјавика јесу зграде Исландског универзитета, Национални музеј и Градски музеј на отвореном.
Такође, врло истакнуте знаменитости су језерце Тјорнин у самом центру града и зграда Исландског парламента.
У граду су честе мале фонтане и стилизована језерца. Рејкјавик има велики број базена, а посебна атракција је Плава лагуна која се налази 50 km од главног града . Пет минута бродом од Исланда налази се острво Видеј. То је дивље острво које је рај за птице и цвеће, јер није било насељено све до 40-их година 20. века. На острву се, такође, налази и најстарија зграда у Рејкјавику која је саграђена 1752. године.
Перлан је сигурно једна од најпознатијих зграда Рејкјавика. Ова мултифункционална зграда је уједно и ресторан и видиковац. Са балкона се види Рејкјавик и лука. Постављени телескопи имају информације на енглеском, француском, норвешком или немачком језику, па се може чути кратка прича о месту на језику који сте одабрали.

## Познате личности
- Бјорк
- Олаф Олафсон

## Фудбалски клуб
- Фјолнир Рејкјавик

## Партнерски градови
- Хелсинки
- Кингстон на Халу
- Копенхаген
- Нук
- Осло
- Каруару
- Сијетл
- Санкт Петербург
- Стокхолм
- Торсхавн
- Винипег
- Вилњус
- Вајлбург